# Uh la la la
Uh la la la è un singolo di Alexia pubblicato nel maggio 1997.

## Descrizione
Questo singolo è stato uno dei primi usciti all'inizio della carriera solista della cantante. Partecipa anche al Festivalbar ed è il pezzo più ballato e trasmesso dalle emittenti radiofoniche e musicali dell'estate 1997. Vengono fatte dell'album circa sei edizioni, tra cui una destinata al mercato tedesco e svizzero, una per il mercato inglese e una per il mercato statunitense.
Le quattro note del ritornello sono le stesse della canzone "Let's go dancing (Ooh La, La, La)", un singolo estratto dall'album "As One" del 1982 della band Kool & The Gang. Un remix in stile house è stato realizzato dagli italiani Fathers Of Sound, e distribuito principalmente all'estero.

## Video musicale
Alexia registra due versioni del video della canzone. La prima, quella originale, è quella che vede la cantante girare in una jeep con molte ragazze per le strade di Miami, dove è girato appunto il video. La seconda versione è un remix del brano con delle veloci inquadrature ed effetti prese dalla versione originale. Quest'ultimo è in particolar modo destinato al mercato inglese.

## Tracce
1. Uh la la la (Radio Mix)
2. Uh la la la (Club Mix)
3. Uh la la la (Cellular Mix)
4. Uh la la la (F.O.S. Main Vocal Mix)
5. Uh la la la (Original Mix)
6. Uh la la la (F.O.S. Renaissance Dub)
7. Radio Spot 1
8. Radio Spot 2
9. Radio Spot 3

## Edizioni
- Uh la la la (German Edition)
- Uh la la la (Remixes)
- Uh la la la (Fathers Of Sound Remixes)
- Uh la la la (Remixes, Unknown Edition)
- Uh la la la (US Edition)
- Uh la la la (UK Edition - CD 1, CD 2)

## Classifiche
| Classifica (1997) | Posizione massima |
| ----------------- | ----------------- |
| Australia         | 17                |
| Austria           | 6                 |
| Belgio (Fiandre)  | 34                |
| Finlandia         | 2                 |
| Francia           | 13                |
| Germania          | 30                |
| Irlanda           | 5                 |
| Islanda           | 11                |
| Italia            | 5                 |
| Nuova Zelanda     | 30                |
| Paesi Bassi       | 15                |
| Regno Unito       | 10                |
| Spagna            | 1                 |
| Svezia            | 5                 |
| Svizzera          | 16                |

| Classifica di fine anno (1997) | Posizione |
| ------------------------------ | --------- |
| Brasile                        | 32        |

## Cover delle Blog 27
Uh la la la è il primo singolo estratto dall'album <LOL> del gruppo musicale polacco Blog 27 ed è una cover della hit Uh la la la di Alexia del 1997.
Il brano è stato pubblicato nel 2005 in Polonia, Germania, Austria, Svizzera, Francia, Italia, Giappone e Ungheria, riscuotendo un grande successo, tanto da far aggiudicare alle Blog 27 il premio di miglior artista polacco agli MTV Europe Music Awards 2006.
In Italia la canzone è stata utilizzata per promuovere la campagna "Operazione Five" della Fiat.

### Tracce
Maxi CD
1. Uh la la la (Short Edit)
2. Uh la la la (Extended Version)
3. Uh la la la (Karaoke Version)
4. I Want What I Want (B-Side)

Versione con due tracce
1. Uh la la la (Short Edit)
2. I Want What I Want